# Lissonotus corallinus
Lissonotus corallinus là một loài bọ cánh cứng trong họ Cerambycidae.